# ポリシーミックス
ポリシーミックスとは政治経済学用語の一つ。政策目標を達成するために、いくつかの政策を組み合わせて同時期に実施するということ。これを行うことでそれぞれの政策の長所や短所が組み合わさった相乗効果が期待できる。現代の日本ではゴミを減らすという政策目標のために、不法投棄の規制、ゴミ処理の費用回収、リサイクル費用の補助などといった政策の組み合わせが行われている。過去のアメリカ合衆国で実施されていたレーガノミクスという政策もこれに当てはまり、当時の不況を解決させるという政策目標のために、減税で消費や投資の活性化、インフレーションを抑える金融政策、規制緩和などといった政策の組み合わせが実施された。